# Neuseen Classics-Rund um die Braunkohle
La Neuseen Classics est une course cycliste allemande disputée à Leipzig. Créée en 2004, elle fait partie de l'UCI Europe Tour de 2005 à 2012, en catégorie 1.1.

## Palmarès
| Année     | Vainqueur         | Deuxième               | Troisième         |
| --------- | ----------------- | ---------------------- | ----------------- |
| 2004      | Lars Wackernagel  | Tilo Schüler           | Eric Baumann      |
| 2005      | Marek Maciejewski | Christoph Meschenmoser | Maxim Rudenko     |
| 2006      | Danilo Hondo      | Krzysztof Jeżowski     | Tomasz Lisowicz   |
| 2007      | Denis Flahaut     | Steffen Radochla       | Javier Benítez    |
| 2008      | Steffen Radochla  | Olaf Pollack           | Eric Baumann      |
| 2009      | André Greipel     | Heinrich Haussler      | Sebastian Siedler |
| 2010      | Roger Kluge       | Steffen Radochla       | Enrico Peruffo    |
| 2011      | André Schulze     | Steffen Radochla       | Enrico Montanari  |
| 2012      | André Schulze     | Sébastien Chavanel     | Robert Förster    |
| 2013-2014 | non disputé       |                        |                   |
| 2015      | Robert Förster    | Pascal Ackermann       | Hans Pirius       |
| 2016      | Daniel Knyss      | Dirk Wettengel         | Paul Sicking      |